# 王省
王省（？—1402年），字子職，江西等處行中書省吉安路吉水州（今江西吉水）人。明朝政治人物。

## 生平
洪武五年，王省中乡试举人。抵达京师后，诏书免其会试，并命吏部授官。王省则以养親老，乞歸養。后再次因文学而被征用，朱元璋亲自考试，称赞其对策。而其自称“才薄親老”再次请求归养。后授浮梁教諭，此后到濟陽任职。靖难之役时，燕兵抵达，王省被游击部队捉捕。王從容引譬，詞義慷慨。众人释放其归乡，王省回后坐明倫堂，伐鼓聚諸生，说：“若等知此堂何名，今日君臣之義何如？”于是大哭，学生听后亦大哭。王省后以头击柱而亡。